# Paavo Nurmi
Paavo Johannes Nurmi (Turku, 13 de junio de 1897-Helsinki, 2 de octubre de 1973) fue un atleta finlandés especialista en las pruebas de media y larga distancia. Conocido como el «Finlandés volador», dominó en las pruebas atléticas de inicios del siglo XX. Estableció 22 plusmarcas mundiales oficiales en distancias que van de los 1500 metros a los 20 kilómetros y ganó un total de nueve medallas de oro y tres de plata en los 12 eventos olímpicos en los que participó. En su mejor momento, Nurmi defendió exitosamente el título en las pruebas de 800 metros en adelante durante 121 carreras. En sus 14 años de carrera, se mantuvo invicto en los eventos de campo traviesa y en los 10 000 metros.[cita requerida]
Perteneciente a una familia trabajadora, Nurmi abandonó la escuela a los 12 años para ayudar a su madre. En 1912, inspirado por las  hazañas olímpicas de Hannes Kolehmainen, comenzó a desarrollar un estricto programa de entrenamiento. Nurmi prosperó durante su servicio militar, donde estableció plusmarcas nacionales en el camino a su debut internacional en los Juegos Olímpicos de Amberes 1920. Después de ganar medalla de plata en los 5000 metros, venció en los 10 000 metros y en las pruebas de campo a través. Tres años más tarde, Nurmi se convirtió en el primer y único corredor en mantener la plusmarca mundial en la milla, los 5000 metros y los 10 000 metros al mismo tiempo. Estableció nuevas plusmarcas olímpicas en los 1500 y 5000 metros con solo una hora de descanso entre ambas carreras y, en París 1924, obtuvo las medallas de oro en ambas distancias. Aparentemente incólume ante la ola de calor de París, Nurmi ganó todas sus carreras y regresó a casa con cinco medallas de oro, aunque resentido, puesto que los oficiales finlandeses le impidieron participar en los 10 000 metros.
Luchando contra lesiones y problemas de motivación tras su exhaustiva gira por los Estados Unidos en 1925, Paavo vio a sus rivales Ville Ritola y Edvin Wide convertirse en desafíos cada vez más serios. En los Juegos Olímpicos de Ámsterdam 1928, Nurmi recuperó el título en los 10 000 metros; sin embargo, fue vencido en los 5000 y en los 3000 metros con obstáculos. Entonces dirigió su atención a las largas distancias, venciendo las plusmarcas mundiales en eventos como la hora y la maratón de las 25 millas. Aunque buscó acabar su carrera con el oro en la maratón, tal como había hecho su ídolo Kolehmainen, en un caso controvertido que tensó las relaciones entre Finlandia y Suecia y que desató una serie de problemas con la Asociación Internacional de Federaciones de Atletismo —IAAF —, Nurmi fue suspendido poco antes de los Juegos Olímpicos de Los Ángeles 1932. Dos días antes de la ceremonia de apertura, un consejo de la IAAF le impidió participar. En 1934, su suspensión se hizo definitiva y, finalmente, optó por retirarse.
Posteriormente, Paavo entrenó a corredores finlandeses, recaudó fondos para su país durante la Guerra de Invierno y trabajó como mercero, contratista e inversor y obtuvo una de las fortunas más grandes de su país. En 1952, encendió el pebetero olímpico de los Juegos Olímpicos de Helsinki. Su velocidad y esquiva personalidad le ganaron apodos como «Finlandés fantasma», mientras que sus logros, métodos de entrenamiento y estilo para correr influyeron en generaciones de corredores de fondo y mediofondo. Nurmi, quien raramente corría sin un cronómetro en su mano, es acreditado como introductor de la técnica de la zancada regular. Falleció el 2 de octubre de 1973, a los 76 años de edad.

## Infancia

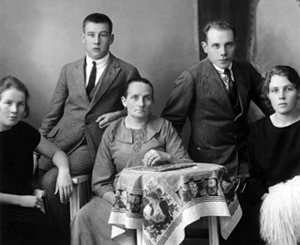
Nurmi y su familia, en 1924.

Paavo Nurmi nació el 13 de junio de 1897 en Turku, Finlandia, hijo de Johan Fredrik Nurmi y Matilda Vilhelmina Laine. Sus hermanos, Siiri, Saara, Martti y Lahja, nacieron en 1898, 1902, 1905 y 1908, respectivamente. En 1903, la familia Nurmi se trasladó de Raunistula a un apartamento de 40 m² ubicado en el centro de Turku, donde Paavo vivió hasta 1932. El joven Nurmi y sus amigos recorrían seis kilómetros —en ocasiones dos veces al día— de ida y vuelta para practicar natación en Ruissalo. A los 11 años, Nurmi corrió los 1500 metros en 5:02 minutos. En 1909, su hermano Lahja falleció y un año después su padre, víctima de hemoptisis. La familia atravesó serios problemas financieros, llegando incluso a rentar su cocina a otra familia y a vivir en tan solo un cuarto. También, Nurmi se vio obligado a abandonar la escuela y trabajar como recadero en una panadería. A pesar de que dejó de correr activamente, se mantuvo en forma empujando carretas pesadas en las escarpadas laderas de Turku.
A los 15 años, Nurmi reavivó su interés por el atletismo después de inspirarse en las actuaciones de Hannes Kolehmainen, quien ganó tres oros y una plata en los Juegos Olímpicos de Estocolmo 1912. Varios días después, Paavo compró su primer par de tenis. Entrenó principalmente campo traviesa en verano y esquí de fondo en invierno. En 1914, ingresó en el club deportivo Turun Urheiluliitto y ganó su primera carrera en los 3000 metros. Al cabo de dos años, corrigió su programa de entrenamiento para incluir caminata, sprint y calistenia. Al mismo tiempo continuaba proveyendo a su familia por medio de su nuevo trabajo en el taller Ab. H. Ahlberg & Co. de Turku, en donde trabajó hasta ingresar al servicio militar en una compañía de ametralladoras de la Brigada Pori en abril de 1919. Durante la guerra civil finlandesa se mantuvo políticamente pasivo y concentrado en su trabajo y en sus ambiciones olímpicas. Tras la guerra decidió no unirse a la recién formada Federación Deportiva de los Trabajadores de Finlandia, aunque escribió algunos artículos para el órgano principal de la federación y criticó la discriminación contra muchos de sus compañeros trabajadores y atletas.
En el ejército, rápidamente impresionó en las competiciones atléticas; mientras que algunos marchaban, Nurmi corría las distancias con un rifle en su hombro y una mochila llena de arena. Su tozudez le conllevó ciertas dificultados con sus suboficiales, sin embargo, se vio favorecido por sus oficiales superiores, a pesar de que se negó a prestar el juramento de los soldados. Dado que el comandante de la unidad, Hugo Österman, era conocido aficionado deportivo, a Nurmi y otros pocos atletas se les dio tiempo libre para practicar. Paavo improvisó nuevos métodos de entrenamiento en los barracones del ejército; corría detrás de los trenes, agarrándose del parachoques trasero, para estirar su zancada y usando botas del ejército revestidas de hierro para fortalecer sus piernas. Pronto comenzó a establecer marcas personales. En marzo de 1920, fue ascendido a cabo —Alikersantti—. El 29 de mayo de 1920, estableció su primera plusmarca nacional en los 3000 metros y venció en los 5000 metros en las pruebas de selección olímpica en julio.

## Carrera

### Amberes 1920 – París 1924

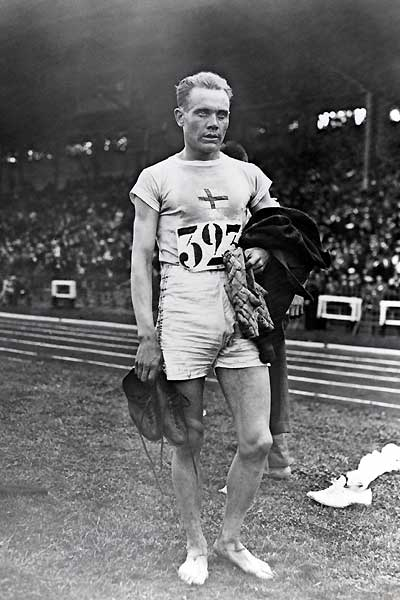
Nurmi en los Juegos Olímpicos de París 1924.

Nurmi hizo su debut internacional en agosto de 1920 en los Juegos Olímpicos de Amberes, Bélgica. Ganó su primera medalla olímpica al finalizar segundo en la final de los 5000 metros, venciendo al sueco Eric Backman y siendo vencido por el francés Joseph Guillemot. Esta se convirtió en la única derrota de Nurmi ante un atleta no finés en los Juegos Olímpicos. Más tarde ganó el oro en sus otros tres eventos: los 10 000 metros, venciendo a Guillemot y al británico James Wilson en la curva final y mejorando su marca personal por casi un minuto, la carrera de campo traviesa, venciendo a Backman y al también finlandés Heikki Liimatainen y el evento de campo traviesa por equipos, en el que ayudó a Liimatainen y a Teodor Koskenniemi a vencer a los equipos británico y sueco. Sus victorias permitieron a su familia recuperar los servicios de luz eléctrica y agua en su casa de Turku. Además, recibió una beca con la que pudo realizar un curso de tres años en ingeniería mecánica en una escuela industrial de Helsinki.
Alentado por su derrota ante Guillemot, las carreras de Nurmi se convirtieron en una serie de experimentos que analizó meticulosamente. Conocido por su frenético ritmo en las primeras vueltas, Paavo comenzó a cargar un cronómetro y a repartir más uniformemente sus esfuerzos a lo largo de las carreras. Buscó perfeccionar sus técnicas y tácticas a un punto tal que las actuaciones de sus rivales perdieran sentido. Así, en Estocolmo en 1921, estableció su primera plusmarca mundial en los 10 000 metros. Al año siguiente, rompió las plusmarcas mundiales de los 2000, 3000 y 5000 metros. En 1923, agregó a su lista la plusmarca de los 1500 metros y la milla. Su proeza de defender exitosamente la plusmarca en la milla, los 5000 y 10 000 metros al mismo tiempo no ha sido lograda por ningún otro atleta desde entonces. También probó su velocidad en los 800 metros, logrando ganar el Campeonato Finlandés de 1923 con una nueva plusmarca nacional. Ese mismo año se graduó como ingeniero y regresó a su casa para iniciar su preparación en vistas de los próximos Juegos Olímpicos.
Su viaje a los Juegos Olímpicos de París 1924 se vio amenazado por una lesión en la rodilla, sin embargo, logró recuperarse y reanudó su entrenamiento dos veces al día. El 19 de junio, participó en las finales de los 1500 y los 5000 metros, distancias en las que estableció nuevas plusmarcas mundiales. En la primera, corrió los primeros 800 metros casi tres segundos más rápido. Su único retador, el estadounidense Ray Watson se dio por vencido —lo que finalmente le envió al quinto puesto— poco antes de la última vuelta; ante esta situación, Nurmi pudo reducir su velocidad, afianzar su victoria y obtener la plusmarca olímpica por tres segundos. En la segunda final, iniciada menos de dos horas después de la primera, Nurmi se enfrentó a un duro contendiente, su connacional Ville Ritola, quien venció en los 3000 metros con obstáculos y en los 10 000 metros. Ritola y el sueco Edvin Wide asumieron que Paavo estaría exhausto y trataron de acabarlo corriendo a un ritmo de plusmarca mundial. Comprendiendo que ahora competía contra los dos hombres y no contra el reloj, Nurmi arrojó su cronómetro al pasto. Los fineses lograron superar al sueco y continuaron su duelo. En la recta final, Paavo aumentó su velocidad y logró mantener a su rival un metro por detrás.
En los eventos de campo traviesa, el calor de 45 °C  causó que solo 15 de 38 competidores pudieran participar en la carrera final. Ocho finalistas tuvieron que ser retirados en camilla. Un atleta comenzó a correr en círculos luego de llegar al estadio, hasta que saltó a las gradas y se golpeó al caer desmayado. Wide, quien logró liderar en los comienzos del evento, fue uno de los que se desvanecieron durante el desarrollo del mismo, incluso se informó —incorrectamente— que había fallecido en el hospital. Nurmi mostró solo leves signos de agotamiento luego de vencer a Ritola por la victoria por casi un minuto y medio. Tras la llegada de Paavo y Ritola, se vislumbraba una derrota para Finlandia en el evento por equipos, puesto que el tercer finés, Liimatainen, desorientado y pasmado alcanzó el estadio, empero apenas lograba avanzar. Un atleta delante de él se desmayó a tan solo 50 metros de finalizar; Liimatainen se detuvo y trató de encontrar el camino hacia afuera de la pista, pensando que había alcanzado la línea de meta. Tras ignorar los gritos que le lanzaban y mantener en suspenso a los espectadores, retomó la dirección correcta y finalizó la carrera en el lugar 12, asegurando así el oro para su equipo. Los presentes se mostraron estupefactos ante el espectáculo del que acababan de ser testigos, lo que finalmente llevó a las autoridades olímpicas a retirar la competición de campo traviesa del programa olímpico.
En la carrera por equipos de 3000 metros del siguiente día, Nurmi y Ritola finalizaron en primer y segundo lugar; Elias Katz aseguró el oro para Finlandia al terminar en quinto. En total, Paavo ganó cinco oros en cinco eventos, sin embargo, dejó los Juegos resentido con las autoridades finlandesas, quienes distribuyeron las pruebas entre sus corredores estrella y le impidieron defender su título en los 10 000 metros, su competición más querida. Tras regresar a Finlandia, Nurmi estableció, en ese evento, una plusmarca mundial que duró 13 años. Logró mantener la plusmarca mundial en los 1500, 3000, 5000, 10 000 metros y la milla simultáneamente.

### Gira estadounidense y Ámsterdam 1928

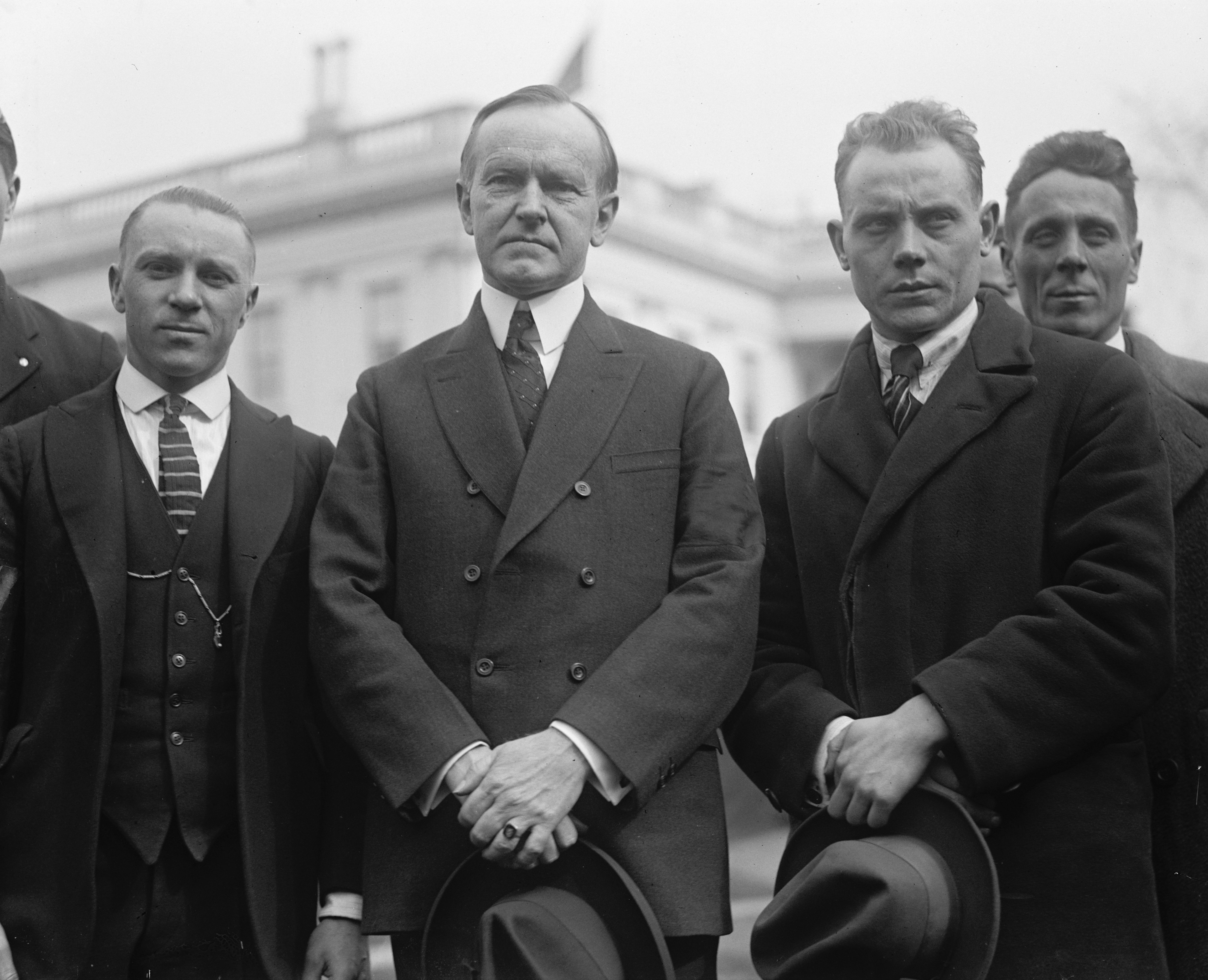
Nurmi (derecha), Joie Ray (izquierda) y Calvin Coolidge (centro) en la Casa Blanca.

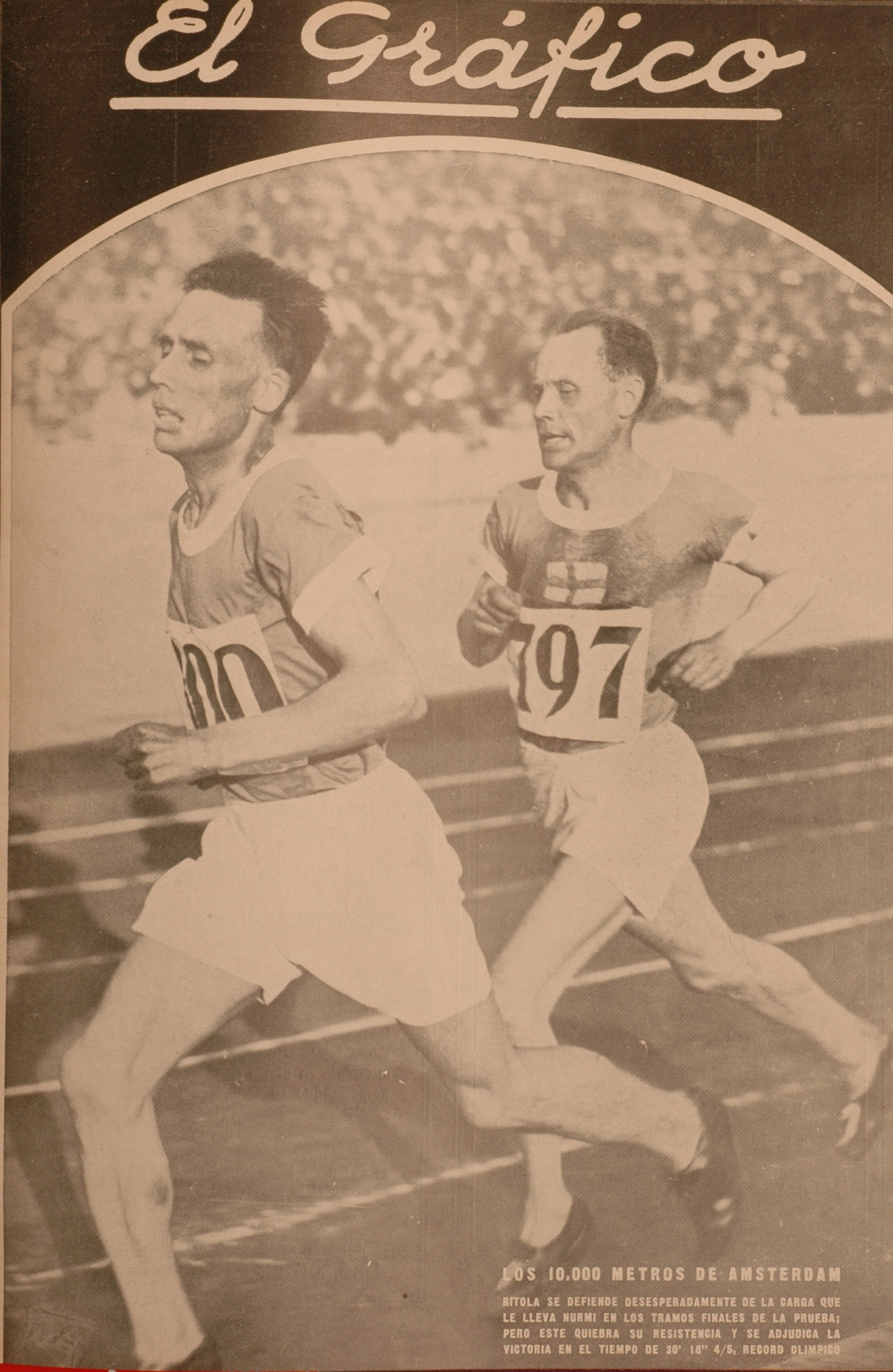
Ritola y Nurmi en 1928.

A principios de 1925, Nurmi inició una ampliamente publicitada gira por los Estados Unidos. Compitió en 55 eventos (45 en pista cubierta) a lo largo de cinco meses, iniciando el 6 de enero en el Madison Square Garden. Su debut fue una copia de sus proezas en Helsinki y París. Derrotó a Joie Ray y Lloyd Hahn para ganar la milla y a Ritola para ganar los 5000 metros, una vez más estableciendo nuevas plusmarcas mundiales en ambas distancias. Además rompió diez plusmarcas mundiales en pista cubierta en eventos regulares y logró varios mejores tiempos en distancias poco utilizadas. En total, ganó 51 de los eventos, abandonó una carrera y perdió tres: dos de ellas eran carreras con hándicap y la tercera, una carrera de media milla en el Yankee Stadium donde perdió ante el estadounidense Alan Helffrich. Esta derrota puso fin a la racha de 121 carreras de Nurmi, cuatro años de victorias en las distancias de 800 metros en adelante. A pesar de su acérrimo odio a perder, Nurmi fue el primero en felicitar a Helffrich. La gira aumentó en gran medida la popularidad de Paavo en los Estados Unidos, incluso se reunió con el presidente Calvin Coolidge en la Casa Blanca. No obstante, finalizó la gira con miedo de haber competido demasiado y de haber agotado sus fuerzas.
Luchó por mantenerse motivado, al mismo tiempo que se intensificaban sus problemas con el reumatismo y el tendón calcáneo. En 1926, renunció a su trabajo como diseñador de maquinaria y comenzó a estudiar negocios. Al ingresar al mundo de las finanzas, uno de sus asesores fue Risto Ryti, director del Banco de Finlandia. Ese mismo año, en Berlín, rompió la plusmarca mundial que Wide impuso en los 3000 metros, y la mejoró poco después en Estocolmo, a pesar de que Nils Eklöf buscó en repetidas ocasiones reducir su ritmo en un intento de ayudar a Wide. Nurmi, furioso con los suecos, juró nunca volver a correr con Eklöf. Más tarde ese año, en octubre, perdió una carrera de 1500 metros y su plusmarca mundial ante el alemán Otto Peltzer. Esto significó la primera vez en casi cinco años y 133 carreras que Nurmi era derrotado en una distancia superior a los 1000 metros. Al año siguiente, las autoridades finesas le prohibieron participar en competiciones internacionales por rehusarse a correr contra Eklöf en el Finnkampen, cancelando su revancha con Peltzer. Nurmi finalizó su temporada y amenazó, hasta finales de noviembre, en retirarse de los Juegos Olímpicos de Ámsterdam 1928. En la selección olímpica, ganó el bronce en los 1500 metros, por lo que decidió concentrarse en distancias más largas. Agregó las carreras de obstáculos a su programa, evento en el que solo había competido dos veces; la última vez fue una victoria en un evento de dos millas con obstáculos en el Campeonato Británico de 1922.
En los Juegos Olímpicos, participó en tres eventos. Obtuvo el oro en los 10 000 metros, sin embargo, antes de la final de los 5000 metros, se lesionó en la clasificación de los 3000 metros con obstáculos: al caer de espaldas en el salto de agua, se lastimó la cadera y el pie. Lucien Duquesne se detuvo a ayudarlo, mostrándose agradecido por el gesto, en el último tramo, Nurmi le ofreció dejarle ganar la eliminatoria, no obstante, Duquesne se negó y finalizó en segundo lugar, por detrás de Paavo. En los 5000 metros, perdió el oro ante Ritola y se vio obligado a luchar por la plata con Wide, la que finalmente logró ganar. Batallando con las lesiones, se tuvo que conformar con el segundo lugar en la final de los 3000 con obstáculos. En la última vuelta, aunque alejado del resto, llegó nueve segundos después que su compatriota Toivo Loukola. El bronce fue para el también finlandés Ove Andersen.

### Traslado a las grandes distancias

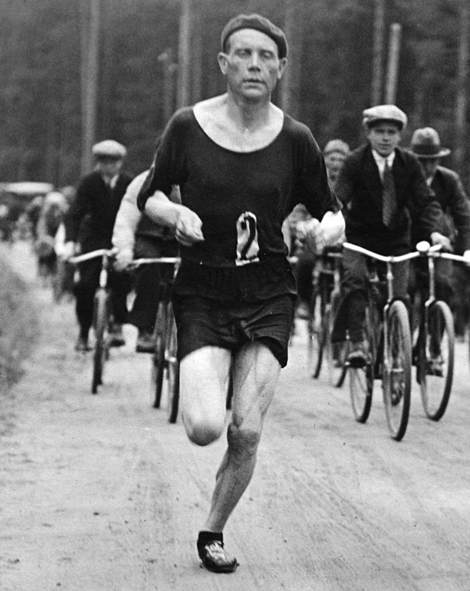
Nurmi corriendo su único maratón, 1932.

Nurmi declaró a un periódico sueco: «esta es mi última temporada en la pista. Estoy comenzando a envejecer. He corrido durante 15 años y ya tengo suficiente». Sin embargo, continuó corriendo, aunque tornó su atención a las grandes distancias. En octubre, rompió las plusmarcas mundiales de los 15 kilómetros, las 10 millas y la hora en Berlín. La plusmarca de la hora de Nurmi permaneció durante 17 años, hasta que, en 1945, Viljo Heino corrió 129 metros más. En enero de 1929, Paavo comenzó su segunda gira por los Estados Unidos en Brooklyn. Sufrió su primera derrota en la milla ante Ray Conger en el Wanamaker Mile. Nurmi llegó segundo, siete segundos más lento que en 1925 cuando logró su plusmarca mundial; inmediatamente se comenzó a especular si la milla se había convertido en una distancia muy corta para él. Al año siguiente, estableció una nueva plusmarca mundial en los 20 kilómetros. Y en julio de 1931, demostró que aún podía ganar en distancias cortas, al vencer a Lauri Lehtinen, Lauri Virtanen y Volmari Iso-Hollo en las dos millas. Él fue el primer corredor en completar esa distancia en menos de nueve minutos. Buscó competir en solo dos eventos en los Juegos Olímpicos de Los Ángeles 1932: los 10 000 metros y la maratón.
No obstante, en abril de 1932, el Consejo Ejecutivo de la Asociación Internacional de Federaciones de Atletismo —IAAF— suspendió a Nurmi de los eventos atléticos internacionales, debido a una investigación sobre su estatus de amateur. Las autoridades de la Federación Finlandesa de Atletismo criticaron a la IAAF por actuar sin una audiencia, sin embargo accedieron a llevar a cabo la investigación. Se acostumbraba que la IAAF aceptara las decisiones finales de las federaciones nacionales; Associated Press escribió que había «pocas dudas respecto a si el organismo internacional aceptaría una eventual exoneración de Nurmi por parte de la federación finesa». Una semana después, la federación de Finlandia resolvió a favor de Nurmi, al no encontrar evidencia de las alegaciones de profesionalismo. Tras esto, Nurmi esperaba que su suspensión fuera levantada a tiempo para competir en los Juegos Olímpicos próximos.
El 26 de junio de 1932, Paavo inició su primera maratón durante la selección olímpica. Finalizó la maratón de 40.2 kilómetros en 2:22:04, seis minutos más rápido que Armas Toivonen, quien más tarde ganaría el bronce olímpico. Este tiempo estableció una plusmarca olímpica no oficial. Confiado de que había logrado suficiente, Nurmi se retiró de las carreras debido a problemas con el tendón calcáneo.  El Comité Olímpico Finlandés registró a Nurmi para los 10 000 metros y para la maratón. The Guardian reportó que «algunos de sus tiempos de selección fueron increíbles». Paavo comenzó a entrenar en la villa olímpica de Los Ángeles a pesar de su lesión. Se centró en finalizar su carrera con un oro en la maratón, tal como había hecho Kolehmainen poco después de la Primera Guerra Mundial.

### Los Ángeles 1932 y carrera posterior
Menos de tres días antes de los 10 000 metros, una comisión especial de la IAAF, conformada por los mismos siete miembros que suspendieron a Nurmi, rechazó sus inscripciones y le impidió competir en Los Ángeles. Sigfrid Edström, presidente de la IAAF y presidente del consejo ejecutivo del organismo, señaló que el congreso de la IAAF, cuyo inicio estaba programado para el día siguiente, podría no reincorporar a Nurmi en los Juegos, sin embargo, analizaría el caso. La Associated Press denominó esto como «una de las maniobras políticas más hábiles en la historia del atletismo internacional», y escribió que los Juegos serían ahora «como Hamlet sin el célebre Danés en el elenco». En respuesta, cientos de personas protestaron en Helsinki. Los detalles del caso no fueron revelados a la prensa, empero, se creía que las evidencias contra Paavo eran declaraciones juradas de promotores de carreras alemanes, quienes afirmaban que Nurmi había recibido entre 250 y 500 dólares por carrera cuando fue a Alemania en el otoño de 1931. Las declaraciones fueron realizadas por Karl Ritter von Halt luego de que Edström le amenazara diciendo que si no proveía evidencia contra el finés, se vería obligado a tomar «escritas medidas contra la Asociación Alemana de Atletismo».
En vísperas de la maratón, todos los participantes del evento excepto los finlandeses, cuya posición era conocida, presentaron una petición solicitando que se permitiera la participación de Nurmi. La mano derecha de Edström, Bo Ekelund, secretario general de la IAAF y presidente de la Federación Sueca de Atletismo, se acercó a los oficiales finlandeses y les aseguró que podría ser capaz de realizar los arreglos necesarios para que Nurmi participara en la maratón fuera de la competición. Sin embargo, Finlandia sostuvo que, mientras el deportista no fuera declarado como profesional, este debía tener derecho a participar en la carrera oficialmente.
A pesar de que dos semanas antes se le diagnosticó un tirón en el tendón calcáneo, Nurmi afirmó que podría ganar el evento por cinco minutos. El congreso finalizó sin declarar a Nurmi como profesional; sin embargo, la autoridad del consejo de inhabilitar a un atleta fue confirmada en una votación de 13-12. No obstante, debido a lo cerrado de la votación, el asunto fue pospuesto hasta la reunión en Estocolmo en 1934. Nurmi se negó a convertirse en profesional y continuó corriendo como amateur en Finlandia. En 1933, corrió, por primera vez en tres años, los 1500 metros y ganó el título nacional con su mejor tiempo desde 1926. En la reunión de la IAAF celebrada en agosto de 1934, en votación se decidió que la suspensión de Nurmi del atletismo amateur internacional fuera definitiva. El 16 de septiembre de 1934, Nurmi se retiró del atletismo con una victoria en los 10 000 metros en Viipuri.

## Vida posterior

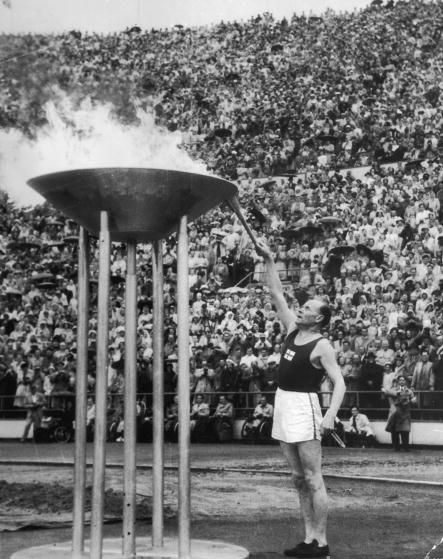
Nurmi encendiendo el pebetero olímpico de Helsinki 1952.

Mientras se mantuvo activo, Nurmi fue conocido por su reserva respecto a sus métodos de entrenamiento. Siempre corría solo y, en caso de que alguien fuera lo suficientemente atrevido para acompañarle, aumentaba su ritmo y rápidamente lo agotaba. Incluso su compañero de club, Harri Larva, aprendió poco de él. Tras finalizar su carrera, Paavo pasó a ser entrenador de la Federación Finlandesa de Atletismo; entrenó a los corredores para los Juegos Olímpicos de Berlín 1936. No obstante, en mayo de 1935, junto con todo el consejo de directores, Nurmi renunció a la federación después de que se decidiera reiniciar las relaciones atléticas con Suecia. Sin embargo, tres meses después continuó siendo entrenador; los atletas fineses de largas distancias lograron tres medallas de oro, tres de plata y un bronce en Berlín. En 1936, abrió una tienda de ropa para caballeros en Helsinki. El lugar se convirtió en una atracción turística. Sin embargo, Paavo pasó su tiempo en una habitación trasera, encargándose de otra nueva incursión de negocios: la construcción. Durante su fase de constructor, Nurmi construyó 40 edificios de departamentos en Helsinki con alrededor de 100 apartamentos en cada uno. Tras cinco años, se convirtió en millonario. Su más grande rival, Ritola, acabó viviendo en uno de sus apartamentos, a mitad de precio. Además de la construcción, Paavo también hizo una fortuna en el mercado bursátil; eventualmente se convirtió en una de las personas más ricas de su país.
En febrero de 1940, durante la Guerra de Invierno entre Finlandia y la Unión Soviética, Nurmi regresó a los Estados Unidos con su pupilo, Taisto Mäki, quien se convirtió en el primer hombre en correr los 10 000 metros en menos de 30 minutos, para reunir fondos y apoyar la causa finlandesa. En la campaña de ayuda, dirigida por el expresidente estadounidense Herbert Hoover, Nurmi y Mäki realizaron un tour de costa a costa. Hoover recibió a los dos como «embajadores de la mejor nación deportiva del mundo». Mientras se encontraba en San Francisco, Paavo se enteró de que uno de sus aprendices, Gunnar Höckert, campeón olímpico en 1936, había muerto en combate. A finales de abril, regresó a Finlandia y participó en la Guerra de Continuación en una compañía de transporte y como instructor. Antes de su licenciamiento en enero de 1942, fue promovido a sargento de personal y posteriormente a sargento de primera clase.
En 1952, persuadido por Urho Kekkonen, primer ministro de Finlandia y expresidente de la Federación de Atletismo de ese país, Nurmi encendió el pebetero olímpico de los Juegos Olímpicos de Helsinki. Su llegada dejó pasmados a los espectadores; Sports Illustrated escribió «su célebre zancada era inconfundible para los espectadores. Cuando apareció, las oleadas de gritos aumentaron de un rugido a un trueno. Cuando los equipos nacionales se congregaron en el campo y vieron la figura de Nurmi, rompieron filas como estudiantes emocionados, corriendo hacia el borde de la pista». Tras encender el pebetero, Nurmi pasó la antorcha a Kolehmainen, quien encendió otro pebetero ubicado en la torre del Estadio Olímpico.
Aunque Nurmi creía que recibía mucho crédito como atleta pero muy poco como hombre de negocios, su interés en el atletismo nunca acabó. En varias ocasiones regresó a la pista; corrió por última vez el 18 de febrero de 1966 en el Madison Square Garden, invitado por el New York Athletic Club. En 1962, predijo que los países con mayor bienestar comenzarían a batallar con los eventos de larga distancia: «Cuanto mayor sea el nivel de vida de un país, peores serán los resultados en los eventos que piden trabajo y problemas. Me gustaría advertir a esta generación: "No dejen que esta vida cómoda los haga perezosos. No dejen que los nuevos medios de transporte maten sus instintos de ejercicio físico. Muchas personas jóvenes se acostumbran a utilizar el automóvil incluso para pequeñas distancias"». En 1966, frente a 300 invitados de clubes deportivos, criticó el estado del atletismo de larga distancia en Finlandia, culpando a los ejecutivos deportivos de ser buscadores de publicidad y turistas y demandando a los atletas sacrificar todo para lograr algo. Nurmi logró vivir para ver el renacimiento del atletismo finlandés en la década de 1970, liderado por atletas como Lasse Virén y Pekka Vasala. Complementó el estilo de Virén y advirtió a Vasala que se concentrara en Kipchoge Keino.
Aunque aceptó la invitación del presidente Lyndon B. Johnson para visitar una vez más la Casa Blanca en 1964, Nurmi vivió una vida aislada hasta que, a partir de la segunda mitad de la década de 1960, comenzó a dar entrevistas a la prensa. En su cumpleaños número 70 aceptó ser entrevistado por la Yle, la compañía de radiodifusión pública de Finlandia, solo tras enterarse de que Kekkonen sería su entrevistador. Sufriendo problemas de salud, con al menos un ataque cardíaco, un accidente cerebrovascular y deterioro visual, en algunas ocasiones, habló amargamente sobre el deporte, llamándolo un desperdicio de tiempo en comparación con la ciencia y el arte. Falleció el 2 de octubre de 1973 en Helsinki. Recibió un funeral de Estado, al que asistió Kekkonen, quien destacó a Nurmi: «Las personas exploran los horizontes en búsqueda de un sucesor. Pero nadie llega y nadie llegará, su clase se extinguió con él». A pedido de Nurmi, quien disfrutaba de la música clásica y tocaba el violín, se tocó el Vaiennut viulu de Konsta Jylhä durante su funeral. Está enterrado en una tumba familiar en el cementerio de Turku.

## Vida personal e imagen pública

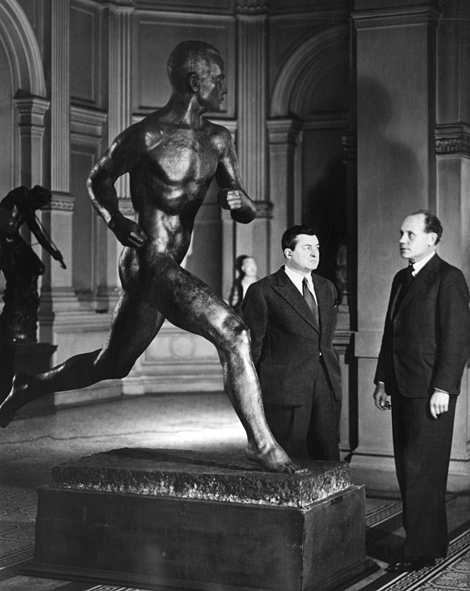
Nurmi y Aaltonen junto a la estatua de Nurmi en el Ateneum.

Entre 1932 y 1935, Nurmi estuvo casado con la socialité Sylvi Laaksonen. Dado su nulo interés en el atletismo, Laaksonen se mostró en contra de que Nurmi enseñara el deporte a su hijo Matti. En 1933 declaró a Associated Press: «Su concentración en el atletismo me ha forzado a acudir con un juez para [solicitar] un divorcio». No obstante, Matti Nurmi se convirtió en un corredor de media distancia y, posteriormente, un hombre de negocios «artífice de su éxito». La relación de Paavo con su hijo fue calificada de «incómoda». Matti admiró más a su padre como hombre de negocios que como atleta; ambos nunca hablaron sobre su carrera atlética. Como corredor, los 3000 metros fue el mejor evento de Matti, incluso llegó a igualar la marca de su padre. El 11 de julio de 1957, en la carrera en la que los «tres Olavis» (Salsola, Salonen y Vuorisalo) rompieron la plusmarca mundial de los 1500 metros, Matti finalizó en el noveno lugar con marca personal, 2.2 segundos más lento que su padre cuando alcanzó la plusmarca mundial de esa categoría en 1924.
Nurmi disfrutó de los masajes y de las saunas, dando crédito a estos últimos de sus actuaciones durante la ola de calor de París en 1924. Mantenía una dieta versátil, aunque fue vegetariano desde los 15 a los 21 años. Se le identificaba como un neurasténico, además de ser conocido como un «taciturno», «de expresión pétrea» y «terco». Se creía que no tenía amigos cercanos, pero ocasionalmente socializaba y mostraba su «sarcástico sentido del humor» al reducido grupo de personas que conocía. Pese a ser aclamado como la figura deportiva más grande durante su cénit, Nurmi era contrario a la publicidad y los medios de comunicación, llegando a declarar después de su cumpleaños número 75 que «la fama y reputación mundanos son menos valiosos que un arándano podrido». El periodista francés Gabriel Hanot criticó el intensivo abordaje de Nurmi a los deportes y escribió en 1924 que Nurmi «es incluso más serio, reservado, concentrado, pesimista, fanático. Hay tanta frialdad en él y su autocontrol es tan bueno que nunca, ni por un momento, muestra sus sentimientos». Algunos contemporáneos le apodaron Suuri vaikenija (El gran silencioso). Ron Clarke destacó que su persona era un misterio para los periodistas y para los corredores fineses: «Incluso para ellos, él nunca fue ni un poco real. Era enigmático, como una esfinge, un dios en una nube. Era como si todo el tiempo estuviera interpretando un papel en un drama».
Sin embargo, Nurmi fue más receptivo con sus compañeros atletas que con los medios de comunicación. Intercambió ideas con Charles Paddock y llegó a entrenar con su rival Otto Peltzer. Nurmi dijo a Peltzer que olvidara a sus oponentes: «Conquistarse a sí mismo es el mayor reto de un atleta». Paavo fue conocido por enfatizar la importancia de la fortaleza psicológica: «La mente lo es todo; los músculos [son solamente], piezas de caucho. Todo lo que soy, lo soy gracias a mi mente». Sobre las excentricidades de Nurmi en la pista, Peltzer describió que «en su impenetrabilidad, era un Buda deslizándose sobre la pista. Cronómetro en mano, vuelta tras vuelta, corre hacia la cinta, sujeto solo a las leyes de una tabla matemática». El maratonista John Kelley, que lo conoció en los JJOO de 1936, aseguró que aunque al principio parecía ser frío con él, tras charlar un poco Nurmi le preguntó su nombre: «Se sostuvo en mí — él estaba tan emocionado. ¡Yo no podía creerlo!».
Su velocidad y esquiva personalidad le ganaron sobrenombres como «finlandés fantasma» y «Paavo el incomparable», mientras que su destreza matemática y el uso del cronómetro llevaron a la prensa a describirlo como una máquina corredora. Un periodista escribió que Nurmi era como un «Frankenstein mecánico creado para aniquilar al tiempo». Phil Cousineau señaló que «su innovación —la táctica de marcarse el ritmo con un cronómetro— inspiró y afligió a las personas en una época donde el robot se convirtió en un símbolo del moderno ser humano desalmado». Uno de los rumores más populares era que él tenía un «corazón extravagante» y un pulso muy bajo. Durante el debate sobre su amateurismo, se bromeó sobre Nurmi al afirmar que era el «atleta con el pulso más bajo y el precio más alto».

## Legado
| Distancia           | Marca     | Fecha                    | Ubicación |
| ------------------- | --------- | ------------------------ | --------- |
| 1500 metros         | 3:52.6    | 19 de junio de 1924      | Helsinki  |
| Milla               | 4:10.4    | 23 de agosto de 1923     | Estocolmo |
| 2000 metros         | 5:26.3    | 4 de septiembre de 1922  | Tampere   |
| 2000 metros         | 5:24.6    | 18 de junio de 1927      | Kuopio    |
| 3000 metros         | 8:28.6    | 27 de agosto de 1922     | Turku     |
| 3000 metros         | 8:25.4    | 24 de mayo de 1926       | Berlín    |
| 3000 metros         | 8:20.4    | 13 de julio de 1926      | Estocolmo |
| Dos millas          | 8:59.6    | 24 de julio de 1931      | Helsinki  |
| Tres millas         | 14:11.2   | 24 de agosto de 1923     | Estocolmo |
| 5000 metros         | 14:35.4   | 12 de septiembre de 1922 | Estocolmo |
| 5000 metros         | 14:28.2   | 19 de junio de 1924      | Helsinki  |
| Cuatro millas       | 19:15.4   | 1 de octubre de 1924     | Viipuri   |
| Cinco millas        | 24:06.2   | 1 de octubre de 1924     | Viipuri   |
| Seis millas         | 29:36.4   | 8 de junio de 1930       | Londres   |
| 10 000 metros       | 30:40.2   | 22 de junio de 1921      | Estocolmo |
| 10 000 metros       | 30:06.2   | 31 de agosto de 1924     | Kuopio    |
| 15 000 metros       | 46:49.6   | 7 de octubre de 1928     | Berlín    |
| 10 millas           | 50:15.0   | 7 de octubre de 1928     | Berlín    |
| Carrera de una hora | 19 210 m  | 7 de octubre de 1928     | Berlín    |
| 20 000 metros       | 1:04:38.4 | 3 de septiembre de 1930  | Estocolmo |
| Relevo 4 × 1500 m   | 16:26.2   | 12 de julio de 1926      | Estocolmo |
| Relevo 4 × 1500 m   | 16:11.4   | 17 de julio de 1926      | Viipuri   |

Nurmi rompió 22 plusmarcas mundiales oficiales en distancias entre los 1500 metros y los 20 kilómetros. Además estableció 58 no oficiales. Sus plusmarcas mundiales en pistas cubiertas fueron consideradas no oficiales dado que la IAAF ratificó las marcas hasta la década de 1980. Su récord de la mayor cantidad de medallas de oro olímpicas fue igualado por la gimnasta Larisa Latynina en 1964, el nadador Mark Spitz en 1972 y el atleta Carl Lewis en 1996 y, en 2008, el nadador Michael Phelps logró vencerlo. La marca de la mayor cantidad de medallas en los Juegos Olímpicos fue superada en 1960 cuando el esgrimista Edoardo Mangiarotti alcanzó su 13.ª medalla. En 1996, la revista Time seleccionó a Nurmi como el olimpista más grande de la historia y en 2012, ingresó al Salón de la Fama del Atletismo.
Nurmi introdujo la técnica de la zancada regular, marcándose el ritmo con el cronómetro y repartiendo su energía de manera uniforme a lo largo de las carreras. «Cuando corres contra el tiempo, no tienes que correr a toda velocidad. Otros no pueden mantener el ritmo si es constante y difícil hasta el final», razonó. Archie Macpherson destacó que «con el cronómetro siempre en su mano, [Nurmi] elevó el atletismo a un nuevo plano de aplicación inteligente del esfuerzo y fue el precursor de la forma científicamente moderna de preparar a los atletas». Nurmi fue considerado un pionero en la apreciación del entrenamiento; desarrolló un programa sistémico de un año que incluía tanto trabajo de fondo como intervalos de marcha. Peter Lovesey escribió que Nurmi «aceleró el progreso de las plusmarcas mundiales; desarrollo y personificó el acercamiento analítico del atletismo; fue una profunda influencia no solo en Finlandia, sino en todo el mundo del atletismo. Nurmi, su estilo, técnica y tácticas fueron creadas para ser infalibles y realmente eso parecían, a medida que, incesantemente, sus sucesivos imitadores en Finlandia lograban mejorar sus marcas». Cordner Nelson dio crédito a Nurmi de popularizar el atletismo como un deporte de espectador: «su marca en el mundo del atletismo fue mayor que la de todos los hombres anteriores a él. Más que cualquier otra persona, elevó el atletismo a la gloria de un deporte mayor en los ojos de los fanáticos internacionales y ellos lo honoraron a él como uno de los más grandes atletas en el deporte».
Los logros de Nurmi y sus métodos de entrenamiento inspiraron, en varias generaciones, a futuras estrellas del atletismo. Cuando era niño, Emil Zátopek coreaba «¡Soy Nurmi! ¡Soy Nurmi!» al entrenar. Zátopek basó su sistema de entrenamiento en lo que le fue posible encontrar sobre los métodos de Nurmi. Lasse Virén idolatraba a Nurmi y se había planeado que estos se reunieran por primera vez el día en que Nurmi falleció. Hicham El Guerrouj se volvió corredor para poder «repetir los logros del gran hombre del que su abuelo habló». Se convirtió en el primer hombre, después de Nurmi, en ganar los 1500 y 5000 metros en la misma edición de los Juegos Olímpicos. En Ámsterdam 1928, Kazimierz Wierzynski ganó la medalla de oro en el concurso de poesía con su poema Olympic Laurel, que incluía un verso sobre Nurmi. En 1936, Ludwig Stubbendorf y su caballo Nurmi ganaron las medallas de oro en las competiciones individual y por equipos del evento hípico.
En 1925, Wäinö Aaltonen esculpió una estatua de bronce de Nurmi. La original fue colocada en el museo de arte Ateneum, aunque también existen copias en Turku, Jyväskylä, frente al Estadio Olímpico de Helsinki y en el Museo Olímpico de Lausana, Suiza. En 1961, cuando los restos del buque sueco Vasa fueron levantados del mar, se descubrió una copia en miniatura de la estatua de Nurmi, una broma realizada por los estudiantes de la Universidad Tecnológica de Helsinki. Otras estatuas de Nurmi fueron esculpidas por Renée Sintenis en 1926 y por Carl Eldh, cuya obra Löpare (en español: Corredores) de 1937 representa una carrera entre Nurmi y Edvin Wide. En 1925 se publicó en Suecia Boken om Nurmi (en español: El libro sobre Nurmi) , el primer libro biográfico del atleta finés. En 1961, Finnair dio el nombre del corredor a su primer Douglas DC-8. El antiguo rival de Nurmi, Ville Ritola, abordó el avión cuando regresó a Finlandia en 1970. En 1980, el asteroide (1740) Paavo Nurmi descubierto por el astrónomo finlandés Yrjö Väisälä en 1939 se nombró en honor de Nurmi.
El Maratón Paavo Nurmi, que se celebra anualmente desde 1969, es el maratón más antiguo de Wisconsin. En Finlandia, otro maratón lleva el nombre de Nurmi y se realiza cada año en Turku desde 1992, junto con la competición de atletismo denominada Paavo Nurmi Games, que inició en 1957. La Finlandia University, una universidad estadounidense de origen finlandés, nombró su centro de atletismo en honor a Nurmi. En 1987, el Banco de Finlandia emitió un billete de 10 marcos con el retrato de Nurmi. No obstante, en 1993, el billete fue reemplazado por uno de 20 marcos con el retrato de Väinö Linna. En 1997, un histórico estadio de Turku fue renombrado como Estadio Paavo Nurmi. 20 plusmarcas mundiales se han establecido en ese estadio, incluyendo las plusmarcas en los 1500 metros y la milla de John Landy, en los 3000 metros de Nurmi y en los 10 000 metros de Zátopek. En la ficción, Nurmi aparece en Marathon Man (1974) de William Goldman, como el ídolo del protagonista. En 2000 se estrenó en el Estadio Olímpico de Helsinki una ópera sobre Nurmi: Paavo Suuri. Suuri juoksu. Suuri uni. (en español: Paavo el Grande. Gran Carrera. Gran Sueño.) escrita por Paavo Haavikko y con música compuesta por Tuomas Kantelinen. En un episodio de Los Simpsons, Mr. Burns presume que en una ocasión rebasó a Nurmi en su antiguo automóvil.